# 三浦淳 (ドイツ文学者)
三浦 淳（みうら あつし、1952年9月 - ）は、ドイツ文学者、新潟大学名誉教授。

## 人物
福島県いわき市に育つ。東北大学文学部卒業。同大学院博士課程中退。1980年新潟大学教養部講師、1987年助教授、1994年人文学部助教授、1998年教授。1998年「マン兄弟の確執 -1903～1905年」で東北大文学博士。2018年定年退任、名誉教授となる。トーマス・マンの兄弟が専門。

## 著書
- 『〈女〉で読むドイツ文学』新潟日報事業社（ブックレット新潟大学）2003
- 『若きマン兄弟の確執』知泉書館（新潟大学人文学部研究叢書）2006
- 『鯨とイルカの文化政治学』洋泉社 2009.12
- 『夢のようにはかない女の肖像―ドイツ文学の中の女たち』同学社 2013

### 翻訳
- ヴィクトル・マン『マン家の肖像 われら五人』同学社 1992.10
- 『ハインリヒ・マン短篇集 第1巻(初期篇)』松籟社 1998.6
- 『ハインリヒ・マン短篇集 第2巻(中期篇)』原口健治・日臺なおみ・田村久男共訳 松籟社 1999.7
- 『ハインリヒ・マン短篇集 第3巻(後期篇)』岡本亮子・小川一治・杉村涼子・田村久男共訳 松籟社 2000.7
- クラウス・カンツォーク『フルトヴェングラーとトーマス・マン : ナチズムと芸術家』（叢書ビブリオムジカ）アルテスパブリッシング, 2015.3